# Albert Bitran
Albert Bitran fue un pintor, grabador y escultor francés, nacido en 1931 en Estambul, Turquía, y muerto en París el 9 de noviembre de 2018.